# デカワンコ
『デカワンコ』は、森本梢子による日本の漫画。『YOU』（集英社）にて、2008年8号より連載されている。単行本は2013年7月時点で、12巻まで刊行中。2024年現在休載中。また、これを原作として、2011年1月15日から3月26日まで日本テレビ系の『土曜ドラマ』枠で連続テレビドラマ化された。

## あらすじ
警視庁捜査一課強行犯捜査第6班（ドラマでは、警視庁捜査一課第八強行犯捜査殺人捜査第13班）は、課内で検挙率トップを誇るが、起こしたトラブルも最も多い。そんな課に現れたのは、フリフリのファッション服を身に纏う新人女刑事・花森一子（通称：ワンコ）。一子は警察犬並みの嗅覚を持つが、天然ボケな性格であまり頼りにできず、周囲からは迷惑がられてしまう。それでも、一子は持ち前の正義感と体当たりの捜査で、難事件を解決していき、刑事としての自覚と覚悟を身につけていった。

## 登場人物

### 警視庁捜査一課強行犯捜査第6班
花森一子（はなもり いちこ）
本作の主人公。通称：ワンコ。新人女刑事で年齢は22歳。警察犬並みの嗅覚を持つが、運動神経は皆無。その上に天然ボケな性格の持ち主で、捜査中もゴスロリ・ファッションもしくはロリータ・ファッションといったフリフリの服を身にまとい、その場で独り言を語り出す為、周囲から迷惑がられているが、正義感の強さと勘の鋭さによる体当たりの捜査で難事件を解決していく。優秀な警察犬・ミハイルをライバル視している。桐島に惹かれている。
桐島竜太（きりしま りゅうた）
通称：キリ。配属3年目の若手刑事。美形で、女性署員からモテるが、非常に手が早く、何かあるとすぐにキレてしまう6班の問題児。それゆえ、「いい薬になる」と柳によって一子と半ば強制的にコンビを組まされる。殆どにおいて動作の遅い一子にイライラしてはいるものの、徐々に彼女の嗅覚には信頼を持ち始めるようになる。ぞんざいな扱いこそするが、自分の所為で一子を危険な目に遭わせてしまった時は責任を感じる様子が見られる。最近では犯人を取り押さえる際こそ暴れるものの、短気な性格は改善されつつあり、ジョーに襲撃された際も反撃する程度に抑えて職務を全うしていた。ボクシングはプロ級の腕前を持っており、接近戦の実力の高さから「6班の特攻隊長」とも呼ばれている。
柳誠士郎（やなぎ せいしろう）
頭脳明晰で分析に長けている、6班のブレーン。常にクールな立ち振る舞いを崩さず、馬鹿な行動を取る者には、たとえ上司が相手でも辛辣な言葉を浴びせる。6班の中では唯一穏健な性格。琴美に狙われている。一子の嗅覚にいち早く気づいた人物であり、File.5以降では彼女の嗅覚を頼りにする等、何かと一子の事を気にかけている。後輩をおちょくることが趣味。射撃の腕は警視庁一の腕前を誇り、遠く離れた位置からロンリー・ハンサム・スナイパーのメガネのみを撃ち抜くなど、驚異的な命中率を誇る。普段は和田とコンビを組んで捜査する。
門馬次郎（もんま じろう）
強行犯捜査第6班班長、階級は警部。通称：ボス。「自分に厳しく、他人にはもっと厳しく」がモットーで、己に課したルールは絶対に曲げない。新しい事件の捜査に当たる時、煙草を素手で握り潰して消し、己に一服する暇も与えないと戒めている。それゆえ、命令を無視して恋人と遊んでいた桐島に鉄拳制裁を喰らわせた事もある。しかし思いやりはある様で、次々と部下を襲撃していくゴリラ・ハンターの事件では責任を感じ、単身でゴリラ・ハンターの元へ向かった。部下達もそれを理解している為、信頼は厚い。
重村完一（しげむら かんいち）
通称：落としの重さん。洞察力が鋭く、取調室では容疑者に合わせて様々な人格を演じる事で、被疑者を落とす事を得意とする。6班では最年長の52歳で、その落としのテクニックや刑事の勘は誰もが認めており、柳も含む6班全ての人間から信頼を得ており、門馬からもさん付けで呼ばれている。新たに入ってきた新人は、最初に彼の元につき、刑事魂を叩き込まれることになる。叩き上げの刑事であり、自分の立場だけを気にするだけのはずの課長すら彼を信頼しており、白金署捜査一課から本庁の強行捜査6班引き上げを推薦され、今に至る。普段は小松原とコンビを組んで捜査をする。
小松原 真吾（こまつばら しんご）
まだ配属されて日が浅いのか、比較的新人臭さが抜けない若手刑事。ノリが軽く、常に一言多い為、痛い目に遭うことも多々ある。とはいえ正義感はあり、ゴリラハンターの人質が女の子であったのでデレデレしていたとはいえ、人質を解放する為に自分の身を挺している。剣道では全国大会優勝の経歴を持ち、真剣に対して竹刀で闘い、いくつもの切創を作りはしたが、相手をダウンさせる程の腕前を持つ。一子とコンビを組めない口実を作るため、新人である立場を利用して重村とコンビを組む。
和田純（わだ じゅん）
大柄で強面な風貌を少々気にする人情家な刑事。子供好きだが、前述した風貌故に怖がられる事が多い為、怖がられずに接されると、人情家な部分が手伝ってとことんのめり込んでいってしまう。亜美という美人な妻がおり、一子と桐島が初めて亜美を見たとき、非常に驚いて「これは何らかの詐欺」とまで言われてしまう。愛妻家である為、妻が疑われる事を知ると相手に露骨に嫌な態度を取ったり、ツーショットの場面をプリントしたシャツを寝間着にしていたりと溺愛ぶりは凄まじく、バカップルの様である。柔道の全国大会優勝の経歴を持ち、背中を樽で打ちながらも、格闘に長ける桐島を抑え、樋熊に一本取った「樋熊殺し」を打ち負かす等、荒事ならば6班の中で特に強い。

### 警察犬
ミハイル
自他ともに認めるカリスマ警察犬。フルネーム：ミハイル・フォン・アルト・オッペンバウアー・ゾーン、通称：ミハイル号。年齢は4歳。特技：オールマィティ。警視総監賞を5回受賞し、また警視庁長官賞も4回受賞している名犬。一子をライバル視している模様。
擬人化時は長身のクールな風貌の男性に描かれている。
ラルフ
ミハイルの後輩である警察犬。特技：捜索ミッション。期待の新人とされているが、経験が浅いせいもあり、感情的になって諍いを起こしたことがある。
擬人化時はショートの青年として描かれている。
ハイリンヒ
ミハイルの年上の同僚である警察犬。特技：制圧ミッション。威圧的な性格で、同僚に嫌味を言うことがある。
擬人化時はセミロングで、時折ハーフアップにしている男性に描かれている。
ライオネル
追跡を専門とする警察犬。犬種が違うが、ミハイルの親友。温厚な性格だが、時として感情的に行動することがある。
擬人化時は金髪碧眼の穏やかな男性として描かれている。

### その他の警視関係者
鬼塚琴美（おにづか ことみ）
一子の同期で、親友。通称：オニコ。柳に好意を寄せている。
田村和正（たむら かずまさ）
警視庁刑事部鑑識課警察犬係所属、巡査部長。優秀な警察犬・ミハイルと共に数々の事件にかかわる。人間関係を築くのが苦手だが、ミハイルとは心が通じ合っている。

### 6班の家族関係者
和田亜美（わだ あみ）
和田の愛妻。眼鏡をかけたショートボブの女性。看護師を務めている。夫の事を「純ちゃん」と呼んでいる。
花森二助（はなもり にすけ）
一子の弟で青玉高校在学の高校3年生。姉よりも知能は高く、生意気かつしたたかな性格をしている。姉の同僚である桐島にちょっかいを出し、強引に捜査への参加を行ったりする。
パパ（仮称）
一子と二助の父親。子供たちの嗅覚と運動音痴は彼の遺伝である。ひょうきんな性格で、娘の同僚である桐島を婿にしようとしている節を見せる。
ママ（仮称）
一子と二助の母親。あからさまなマリー・アントワネットかぶりで、一子のファッションセンスは彼女から受け継がれたもの。夫と子供達とは違い、彼女の嗅覚は二助曰く「普通の人間並み」との事。

## 単行本
1. 2008年10月17日発売 ISBN 978-4-08-865501-7
2. 2009年4月17日発売 ISBN 978-4-08-865527-7
3. 2009年9月18日発売 ISBN 978-4-08-865554-3
4. 2009年12月18日発売 ISBN 978-4-08-865568-0
5. 2010年4月19日発売 ISBN 978-4-08-865585-7
6. 2010年8月19日発売 ISBN 978-4-08-865598-7
7. 2010年11月15日発売 ISBN 978-4-08-865606-9
8. 2011年2月18日発売 ISBN 978-4-08-865617-5
9. 2011年7月19日発売 ISBN 978-4-08-865632-8
10. 2011年11月18日発売 ISBN 978-4-08-865651-9

## テレビドラマ

### 概要
多部未華子の民放の連続ドラマ初主演作で、多部の日本テレビのドラマ出演は2008年の『ヤスコとケンジ』以来2年半振りとなった。また手越祐也（元NEWS、テゴマス）の日本テレビへのドラマ出演は2006年の『マイ☆ボス マイ☆ヒーロー』以来4年半振りとなった。全10回。初回と最終回は15分拡大して22:09まで放送した。なお脚本の伴一彦を始め、スタッフはこの枠で放送された『喰いタン』の製作陣が中心となっている。そして佐野史郎と伊東四朗も『喰いタン』に出演しており、そのドラマ内でも佐野の役名は「五十嵐」で、本作の役と同じ名字である。また、入院中の五十嵐の妻が「桃」という、『喰いタン』における上司の名前と同じなのが、病室の入り口の名札より読み取れる。さらに最終話では「喰いタン」に登場した探偵事務所「ホームズエージェンシー」の名前が登場した。
また、前々クールの『美丘-君がいた日々-』（吉高由里子主演）、前クールの『Q10』（佐藤健主演）に続き、3クール連続で1988年度生まれの俳優・女優がこの枠の主演を担当することになった。
タイトル画面の音楽は『太陽にほえろ!』のものが流用（アレンジメント）されている。またこのドラマでは太陽にほえろの他に『踊る大捜査線』等他局の刑事ドラマのパロディ等が随所に用いられている。
2011年4月30日21:00 - 21:54には『高校生レストラン』開始延期に伴うつなぎとして番外編『デカワンコ ちょっとだけリターンズ』が放送された。
本作終了から6週間後、5月7日スタートの『高校生レストラン』では『ヤスコとケンジ』で多部が演じていた妹の兄役であった松岡昌宏 (TOKIO) が主演となり、2クール連続で『ヤスコとケンジ』の主人公・主人公の妹を演じた俳優が主演を担当する。
2011年3月のギャラクシー賞を受賞した。
2012年1月7日に新春スペシャルが放送された。

### キャスト
※部門と係は架空のもの（強行犯捜査担当は第7部門まで、殺人犯係は12まで）。刑事部を参照。

#### 警視庁刑事部捜査第一課第八強行犯捜査殺人捜査第13係
花森 一子（はなもり いちこ）
演 - 多部未華子
階級は巡査。ニックネームは「ワンコ」。
常にゴスロリファッションを好んで着て働く刑事。この部署の中では最年少で唯一の女性。天真爛漫でおしゃべり。捜査が好きで、事件があると興奮したり、たとえそれが休日であっても大喜びして出動する。天然すぎるが故に突っ走ったり、空気が読めなかったり、どんくさかったりする為、当初は迷惑な存在ともなっていたが、だんだん認められていく。嗅覚が非常に優れており、それによって毎回事件を解決に導いている。刑事の仕事や事件に関する知識を誰にでもなく語りかけるように説明する癖がある。
重村 完一（しげむら かんいち）
演 - 沢村一樹
13係主任・階級は警部補。ニックネームは「シゲ（さん）」。
「落としのシゲさん」と呼ばれるほど犯人に自供させるのが得意。取調室で一瞬にして犯人の本質を見抜ける。現場には出動せずに本庁でデスクワークをしている。落ち着いた物腰で、突っ走る一子をたしなめることが多い。元妻はフランス人で、1人娘もいるが、元妻に再婚が決まる。小松原とは同期で毛嫌いしている。
桐島 竜太（きりしま りゅうた）
演 - 手越祐也（当時 NEWS、テゴマス）
階級は巡査。ニックネームは「キリ（さん）」。
花森の3年先輩。若手情熱派だが少し喧嘩っ早い。先輩には従順だが、唯一の後輩である一子のことを最初は迷惑な存在としていた。しかしある事件の捜査の際、一子と一緒に張り込みを行い犯人を逮捕したことを機に彼女の能力と情熱を認め、いいコンビとなっていく。デカワンコ新春スペシャルより、一子に気があると思われる言動が多かったが、最後まで誰にも言わずに終わった。本編のほうでは茶髪だったが、スペシャルでは金髪となっている。
和田 純（わだ じゅん）
演 - 石塚英彦（ホンジャマカ）
階級は巡査部長。ニックネームは「チャンコ（さん）」。
元相撲部。食べ物に目がないが、実は量はそれほど食べない。以前はある事件が原因で、寄席で落語を聞いている時ですら笑わず仏頂面であった。一子同様愛犬家で、彼女の家に行くと必ずパトラッシュを溺愛する。
門馬 次郎（もんま じろう）
演 - 升毅
13係長・階級は警部。ニックネームは「ボス」。
しかし、そのニックネームとは正反対のキャラクター。一子と同じくゴスロリ好きの娘、ちえみがいる。妻も仕事を持っている。かつては父親になついていた娘が今は自分に寄り付かないことに悩んでいる。一子や娘のゴスロリ好きが理解できないが、徐々に理解を示し、娘の買い物に付き合ったり、一子のゴスロリ通勤を永遠に解除しないことを約束する。長年会計課勤務であり、殉職が怖く現場に出ることを拒み経理のほうに身を置いている。そのため無駄遣いにうるさい。経理出身なので無駄な経費を使うと怒る。一子のおかげで捜査第一課の警察官として初めて犯人を逮捕した。経理畑から捜査第一課の係長になって周囲に自慢している。
柳 誠士郎（やなぎ せいしろう）
演 - 大倉孝二
階級は警部。ニックネームは「ヤナ（さん）」。
潔癖症で神経質な変わり者であり、好みの女性のタイプは他人から見れば「ぽっちゃり系」。普段は階級が下の小松原や重村にコキ使われている。一子のような標準体型を「痩せギス」と評価している。一子からは「アイロンのニオイがする」と言われている。不器用で仕事と家庭を両立できず離婚歴があり、野球好きの1人息子がいる。親権は妻の方に握られ、会うことはダメと念押しされている。
デューク・タナカ
演 - 水上剣星
階級は警部。ニックネームは「デューク」。
警察庁国家公務員一種試験を合格したキャリア組。小松原からは度々「デーク」と呼ばれその都度訂正している。アメリカナイズドされたスタイルで、帰国子女。英語は得意だが日本語が不得手で、よく日本語と英語が変に交錯した言葉をしゃべる。マザコン。一子によるとバターのにおいがする。
五十嵐 太一（いがらし たいち）
演 - 佐野史郎
13係捜査担当主任・階級は警部補。ニックネームは「ガラ（さん）」。
たたき上げのベテラン現場刑事。ヘッポコ新人の一子の特殊能力を正当に評価している。とある事件の容疑者として、現在服役中。一子からは「病院のニオイがする」と言われる。口癖は「現場100回」
小松原 勇気（こまつばら ゆうき）
演 - 吹越満
13係捜査担当主任・階級は警部補。ニックネームは「コマ（さん）」。
ベテランの現場リーダー。13係の中で最初に一子の嗅覚を信用した。重村とは同期でありデスクワークと現場第一線の考えの違いにこと対立し柳を巻き込むが重村の取調べ落とし技術は認めており、自ら捜査担当主任を自負している。

#### 警視庁刑事部鑑識課警察犬係
田村 和正（たむら かずまさ）
演 - 田口トモロヲ
階級は巡査部長。
ミハイル号の飼育員及びパートナー。かつては刑事だったが、組んでいた相棒に裏切られ、殺されかけたことから人間不信となり、鑑識課警察犬係に異動。親戚も犬好きが多い。愛車は8人乗りハイエース。
ミハイル
演 - シェーン（TV放映時のクレジットには、血統書においての本名『フィトス=オブ=セイント=フジ=ジュニア』となっている。）
警視総監賞を獲得するほどの名犬で、犬種はシェパード。一子にライバル視されている。父犬も優秀な警察犬であった。一子の妄想の中で擬人化されることがある（演：ジリ・ヴァンソン）。

#### 警視庁交通部
青木 琴美（あおき ことみ）
演 - 渡辺直美
階級は巡査。花森と同期。一子の幼馴染。柳にアプローチされているが、本人にはその気がない。正義感が強く熱血で、幼い頃からこの仕事に就くのが夢だった。よく一子の家に入り浸っては彼女のゴスロリ服を借りている。小松原や重村に気があるが、柳のことは相手にしていない。原作での「鬼塚琴美」にあたる。
青木琴美の同僚婦警
演 - 藍川千佳

#### その他
一子の祖父母
演 - 上田耕一、今井和子
駄菓子屋を営みながら、一子と一緒に同居している。祖父はヤクザに一目置かれていたり警視総監と昔馴染みだったりと謎が多い。
ありさ
演 - 志村玲那
小松原の姪。以前はメイド喫茶にいたが、現在は一子の住む駄菓子屋で働いている。
松田 洋雄（まつだ ひろお）
演 - 伊東四朗
警視総監。幼い一子が刑事を目指す切っ掛けを作った人物。一子からは「ユリのニオイがする」と言われる。
しかし捜査情報漏洩の件から依願退職をし、探偵事務所をはじめ、そこに五十嵐も誘っている。
門馬 ちえみ（もんま ちえみ）
演 - 八木優希
門馬係長の娘。小学校5年生。ゴスロリ系の服装が好み。第6話にて一子と出会い、仲良くなった。ゴスロリ系の服装を認めない父親を嫌っている。

### その他
2020年5月に行われ、300人が投票に参加した「多部未華子の歴代出演ドラマ人気ランキング」では、『山田太郎ものがたり』や『これは経費で落ちません!』らを凌ぎ1位を獲得した。

### スタッフ
- 原作 - 森本梢子「デカワンコ」（クイーンズコミックス／集英社刊）
- 脚本 - 伴一彦
- 演出 - 中島悟、国本雅広・松永洋一（ケイファクトリー）、久保田充
- 音楽 - 小西康陽
- オリジナルテーマ作曲 - 大野克夫「太陽にほえろ!メインテーマ'97」「ジーパン刑事のテーマ（青春のテーマ）」
- サウンドデザイン - 石井和之
- 主題歌 - まきちゃんぐ「愛と星」（VAP）
- 音楽協力 - 日本テレビ音楽（浦田東公）
- アクションコーディネイター - 佐々木修平
- フードコーディネーター - 赤堀博美
- 動物プロ - スタードッグ
- ネイル協力 - 古谷葉月
- スタイリスト - 相澤樹
- 車輌撮影 - スーパードライバーズ
- 警察犬指導 - 藤村泰亮
- 法律監修 - 石井誠一郎
- 技術協力 - NiTRo
- 美術協力 - 日テレアート
- チーフプロデューサー - 田中芳樹
- プロデューサー - 次屋尚、大塚英治（ケイファクトリー）
- 制作協力 - ケイファクトリー
- 製作著作 - 日本テレビ

### 放送日程
| FILE                                                       | 放送日        | サブタイトル                     | 演出     | ゲスト                                                                                               | 視聴率 |
| ---------------------------------------------------------- | ------------- | -------------------------------- | -------- | --- | ------ |
| FILE．1                                                    | 2011年1月15日 | ライバルは警察犬                 | 中島悟   | 早瀬英里奈、阿曽山大噴火、光宣、松本じゅん                                                           | 13.0%  |
| FILE．2                                                    | 2011年1月22日 | 狙われた婦警さん                 | 中島悟   | 水橋研二、篠塚勝、原史奈、清元信行、春日香音                                                         | 12.8%  |
| FILE．3                                                    | 2011年1月29日 | 新婚ラブラブ作戦                 | 国本雅広 | 佐野圭亮、片桐仁、大森絢音、森谷ふみ、藤崎卓也、岡田正典                                             | 12.1%  |
| FILE．4                                                    | 2011年2月5日  | 嘘ってどんな匂い                 | 国本雅広 | 田中実、小林きな子、立原麻衣、長谷川公彦                                                             | 12.5%  |
| FILE．5                                                    | 2011年2月12日 | 前世は犬だった!?                 | 久保田充 | 柳家花緑、瀬川亮、及川いぞう、阿南敦子、伊藤幸純 山崎画大、阿見201、八木瑛美莉、たかしひでき、鈴木福 | 12.7%  |
| FILE．6                                                    | 2011年2月19日 | イケメン刑事は誰･お茶会ナウ      | 中島悟   | 大河内浩、斉藤祥太、能見達也 鹿内大嗣、犬飼淳治                                                      | 13.3%  |
| FILE．7                                                    | 2011年2月26日 | 容疑者Xの逆ギレ                  | 国本雅広 | 北条ふとし、畠中洋、早瀬英里奈                                                                       | 13.1%  |
| FILE．8                                                    | 2011年3月5日  | コレって最終回!?                 | 中島悟   | 小沢仁志、渡辺哲                                                                                     | 14.5%  |
| FILE．9                                                    | 2011年3月19日 | 警察犬が喋った!?                 | 松永洋一 | 猪俣三四郎、ジリ・ヴァンソン、三宅淳一（声）、林家時蔵                                               | 12.7%  |
| LAST FILE                                                  | 2011年3月26日 | 愛と絆! 13係ラブ                 | 中島悟   | 辰巳蒼生、安井順平、小柳友貴美、片岡富枝 芦田昌太郎、山崎千惠子                                      | 15.8%  |
| 平均視聴率 13.3%（視聴率は関東地区・ビデオリサーチ社調べ） |               |                                  |          | |        |
| ちょっとだけ リターンズ （番外編）                         | 2011年4月30日 | 緊急指令!13係全員集合!! DSMの謎? | 中島悟   | ジリ・ヴァンソン                                                                                     | 11.9%  |
| 新春スペシャル                                             | 2012年1月7日  |                                  | 中島悟   | ローランス由美、山崎画大、渋谷謙人                                                                   | 10.5%  |

- 本来は3月12日に9話を放送する予定だったが、前日である3月11日に東北地方太平洋沖地震（東日本大震災）発生のため、『NNN緊急特番』放送のため休止となり、以降1週順延となった。
- 視聴率は『怪物くん』以来の全話2桁となった。また、最終回が15%を上回ったのは『ヤスコとケンジ』以来となった。

### サントラ
- 「『デカワンコ』オリジナル・サウンドトラック」2011年2月23日発売（UPCH-1827、ユニバーサルJ）

### DVD
- 「『デカワンコ』DVD-BOX」2011年5月18日発売（VPBX-14943、バップ）
  - 仕様：6枚組（本編DVD5枚＋特典DVD1枚）／片面一層／カラー／ステレオ／ドルビーデジタル／16：9ビスタサイズ／日本語字幕（本編のみ）
  - 収録時間：本編477分+特典映像107分
  - 【本編Disc】
    - Disc1：FILE.1、FILE.2
    - Disc2：FILE.3、FILE.4
    - Disc3：FILE.5、FILE.6
    - Disc4：FILE.7、FILE.8
    - Disc5：FILE.9、LAST FILE

  - 【特典Disc (Disc6)】
    - PR番組集
      - 先取り情報満載 新土曜ドラマ「デカワンコ」放送直前!ワンだふるなドラマにイチコろSP
      - ドラマ「デカワンコ」ワンダフルなクライマックスのニオイがしますSP
      - ドラマ「デカワンコ」最終回直前!!SP見どころ＆ダイジェスト

    - インタビュー映像集
      - 「今夜はデカワンコだワン!!」インタビューリレー完全版
      - 「アナどきっ!」多部未華子×沢村一樹
      - 「アナどきっ!」沢村一樹×手越祐也

    - クランクアップ集
    - 多部未華子バースデー映像
    - PRスポット集
- 「デカワンコSP」2011年5月18日発売（VPBX-13678、バップ）
  - 仕様：2枚組（本編DVD＋特典DVD）／片面一層・二層／カラー／ステレオ／ドルビーデジタル／16：9ビスタサイズ／日本語字幕（本編のみ）
  - 収録時間：本編ディスク135分、特典映像78分
  - 【本編Disc（135分）】
    - 2011.4.30 OA「デカワンコちょっとだけリターンズ」
    - 2012.1.7 OA「デカワンコ新春スペシャル」

  - 【特典Disc (Disc2)】
    - デカワンコSP メイキング＆クランクアップ集
    - キャストインタビュー集
    - PR番組 「デカワンコ復活 13係も待ちきれない！見どころ＆イケメン刑事 No.1決定スペシャル」
    - PRスポット集

  - 【初回生産封入物】
    - ミニブックレット

  - レンタル版も同時リリースされた
    - ブックレット、特典ディスクのないレンタルバージョンは、名称も「デカワンコSP」ではなく「デカワンコ -Dekawanko Special Mission-」となっている。

### 受賞
- 第68回ザテレビジョンドラマアカデミー賞[6]
  - 最優秀作品賞
  - 主演女優賞：多部未華子
  - 監督賞：中島悟